# Pirkovci
Pirkovci (cyr. Пирковци) – wieś w Bośni i Hercegowinie, w Republice Serbskiej, w gminie Lopare. W 2013 roku liczyła 626 mieszkańców.